# Wangen-Brüttisellen
Wangen-Brüttisellen is een gemeente en plaats in het Zwitserse kanton Zürich, en maakt deel uit van het district Uster.
Wangen-Brüttisellen telt 6935 inwoners.